# Freisen
Freisen é um município da Alemanha localizado no distrito de Sankt Wendel, estado do Sarre.